# تاكوتو
تاكوتو (باليابانية: 焚吐) هو كاتب أغاني ياباني، ولد في 20 فبراير 1997 في طوكيو في اليابان.

## وصلات خارجية
- الموقع الرسمي